# North Henderson (Illinois)
North Henderson es una villa ubicada en el condado de Mercer en el estado estadounidense de Illinois. En el Censo de 2010 tenía una población de 187 habitantes y una densidad poblacional de 319,47 personas por km².

## Geografía
North Henderson se encuentra ubicada en las coordenadas 41°5′25″N 90°28′29″O / 41.09028, -90.47472. Según la Oficina del Censo de los Estados Unidos, North Henderson tiene una superficie total de 0.59 km², de la cual 0.59 km² corresponden a tierra firme y (0%) 0 km² es agua.

## Demografía
Según el censo de 2010, había 187 personas residiendo en North Henderson. La densidad de población era de 319,47 hab./km². De los 187 habitantes, North Henderson estaba compuesto por el 97.86% blancos, el 0% eran afroamericanos, el 0% eran amerindios, el 0% eran asiáticos, el 0% eran isleños del Pacífico, el 0% eran de otras razas y el 2.14% pertenecían a dos o más razas. Del total de la población el 1.6% eran hispanos o latinos de cualquier raza.